# Escuela Interarmas

Escudo de la Escuela Interarmas.

La Escuela Interarmas del Ejército de Tierra de España, era un pequeño centro militar de enseñanza especializada, encargado de la formación para el ascenso al empleo de comandante de la escala superior de oficiales del Ejército de Tierra. A raíz de la aplicación del Plan Norte en 1994 dejó de ser un organismo independiente, integrándose en la Escuela de Estado Mayor (Escuela de Guerra del Ejército desde 2000).  El ascenso a comandante se obtiene al superar un curso que cuenta con formación teórica y práctica, aunque la fase conjunta para las tres ramas de las Fuerzas Armadas debe cursarse en la Escuela Superior de las Fuerzas Armadas (ESFAS). La sede de la Escuela Interarmas se encontraba en el Acuartelamiento San Fernando, situado en el Paseo del Canal de la ciudad de Zaragoza.
Actualmente en sus instalaciones se encuentra el Departamento de Idiomas de la Escuela de Guerra del Ejército.